# 桥墩水库
桥墩水库是中国浙江省温州市苍南县境内的一座水库，位于鳌江水系，建于1973年。水库正常库容为3426万立方米，集雨面积为130平方千米，海拔为36米。